# Erjon Tola
Erjon Tola, född 15 december 1986 i Tirana, Albanien, är en albansk utförsåkare som tävlar i super-G, storslalom och slalom. Han representerade Albanien i Olympiska vinterspelen 2006, 2010, 2014 och 2018.